# Secrétaire d'État pour le Pays de Galles du cabinet fantôme
Le secrétaire d'État fantôme pour le Pays de Galles est un membre du cabinet fantôme chargé de l'examen du secrétaire d'État pour le Pays de Galles et de son ministère, le bureau du Pays de Galles. 
Le poste est actuellement occupé par la travailliste Joanna Meriel Stevens.

## Liste des titulaires
| Nom | Nom                   | Portrait | Début de mandat   | Fin de mandat     | Parti politique | Notes                                          |
| --- | --------------------- | -------- | ----------------- | ----------------- | --------------- | ---------------------------------------------- |
|     | Nicholas Edwards      |          | 18 février 1975   | 4 mai 1979        | Conservateur    |                                                |
|     | Alec Jones            |          | 4 mai 1979        | 31 octobre 1983   | Travailliste    |                                                |
|     | Barry Jones           |          | 31 octobre 1983   | 13 juillet 1987   | Travailliste    |                                                |
|     | Alan Williams         |          | 13 juillet 1987   | 9 janvier 1989    | Travailliste    |                                                |
|     | Barry Jones           |          | 9 janvier 1989    | 18 juillet 1992   | Travailliste    |                                                |
|     | Ann Clwyd             |          | 18 juillet 1992   | 21 octobre 1993   | Travailliste    |                                                |
|     | Ron Davies            |          | 21 octobre 1993   | 2 mai 1997        | Travailliste    |                                                |
|     | William Hague         |          | 2 mai 1997        | 19 juin 1997      | Conservateur    |                                                |
|     | Michael Ancram        |          | 19 juin 1997      | 1er juin 1998     | Conservateur    | (Porte-parole des affaires constitutionnelles) |
|     | Liam Fox              |          | 1er juin 1998     | 15 juin 1999      | Conservateur    | (Porte-parole des affaires constitutionnelles) |
|     | Sir George Young      |          | 15 juin 1999      | 26 septembre 2000 | Conservateur    | (Porte-parole des affaires constitutionnelles) |
|     | Angela Browning       |          | 26 septembre 2000 | 18 septembre 2001 | Conservateur    | (Porte-parole des affaires constitutionnelles) |
|     | Nigel Evans           |          | 18 septembre 2001 | 11 novembre 2003  | Conservateur    |                                                |
|     | Bill Wiggin           |          | 11 novembre 2003  | 6 décembre 2005   | Conservateur    |                                                |
|     | Cheryl Gillan         |          | 6 décembre 2005   | 11 mai 2010       | Conservateur    |                                                |
|     | Peter Hain            |          | 11 mai 2010       | 15 mai 2012       | Travailliste    |                                                |
|     | Owen Smith            |          | 15 mai 2012       | 14 septembre 2015 | Travailliste    |                                                |
|     | Nia Griffith          |          | 14 septembre 2015 | 27 juin 2016      | Travailliste    |                                                |
|     | Paul Flynn            |          | 3 juillet 2016    | 6 octobre 2016    | Travailliste    |                                                |
|     | Joanna Meriel Stevens |          | 6 octobre 2016    | 27 janvier 2017   | Travailliste    |                                                |
|     | Christina Rees        |          | 9 février 2017    | 6 avril 2020      | Travailliste    |                                                |
|     | Nia Griffith          |          | 6 avril 2020      | 29 novembre 2021  | Travailliste    |                                                |
|     | Joanna Meriel Stevens |          | 29 novembre 2021  | en cours          | Travailliste    |                                                |